# Parafia Wniebowzięcia Najświętszej Maryi Panny w Mścisławiu
Parafia Wniebowzięcia Najświętszej Maryi Panny w Mścisławiu – rzymskokatolicka parafia znajdująca się w archidiecezja mińsko-mohylewskiej, w dekanacie mohylewskim, na Białorusi.

## Historia
Parafię utworzono końcem XVI w. (1602 r.) Należała do diecezji smoleńskiej. W 1614 r. Walerian Dębiński dokonał pierwszych nadań, a cztery lata później w Mścisławiu osiedlili się karmelici. W mieście było pięć kościołów, w których służyli karmelici (1618–1832), dominikanie (od 1676), jezuici (1690–1820) i bernardyni (1727–1832). W 1620 r. wojski mścisławski Jan Jakub Madaliński dokonał fundacji świątyni.
W 1744 roku parafia leżała w dekanacie orszańskim diecezji wileńskiej. W 1772 r. konwent karmelitów trzewiczkowych liczył 12 zakonników (w tym 8 kapłanów). W 1832 car Mikołaj I skasował klasztor karmelitów, a kościół karmelicki objęło duchowieństwo diecezjalne. W tym samym roku kościół pojezuicki fundacji Zygmunta III Wazy przejęła cerkiew prawosławna. Odrodzenie parafii nastąpiło pod koniec XIX wieku, dzięki księżom Wincentemu Świderskiemu i Piotrowi Awgło. Parafia liczyła ponad 3000 wiernych.
Prześladowania religijne czasów komunizmu nie ominęły mścisławskiej parafii. Ks. Wiktor Walentynowicz został zesłany do łagrów a ks. Michał Warnas 6 grudnia 1937 rozstrzelany przez NKWD. W tym też roku zamknięto kościół, który w późniejszych latach zdewastowano. Kościół pokarmelicki wierni odzyskali w 1992. Do naszych czasów zachował się również pojezuicki kościół św. Michała Archanioła będący po czasach sowieckiej dewastacji w złym stanie.
Obecnie parafia liczy około 100 wiernych.

## Proboszczowie parafii
| imię i nazwisko          | daty urzędowania |
| ------------------------ | ---------------- |
| Ks. Wincenty Świderski   |                  |
| Ks. Wiktor Walentynowicz |                  |
| Ks. Michał Warnas        | - 1937           |
| Ks. Karol Tomecki        |                  |
| Ks. Robert Maciejewski   | 2007–2017        |